# Princeton (Teksas)
Princeton – miasto w Stanach Zjednoczonych, w stanie Teksas, w hrabstwie Collin. W latach 2020–2024 jego populacja wzrosła o 117% i należy do najszybciej rozwijających się miast w Stanach Zjednoczonych. 

## Geografia
Princeton położone jest w północnej części Teksasu, w obrębie metropolii Dallas. Charakteryzuje się typowym dla północnego Teksasu krajobrazem prerii, z łagodnymi wzgórzami i terenami rolniczymi w okolicach. 

## Demografia
Dynamiczny wzrost populacji spowodował znaczną zmianę w strukturze rasowej i etnicznej, gdzie biali niebędący Latynosami stanowią 45% populacji, Afroamerykanie – 21,6%, Latynosi – 27% i i Azjaci – 3,8%. Ponad 15% mieszkańców to imigranci spoza USA, co czyni miasto coraz bardziej zróżnicowanym. Tendencja ta wskazuje na dalszą dywersyfikację demograficzną w przyszłości.